# IC 1593
IC 1593 је двојна звијезда у сазвјежђу Рибе која се налази на листи објеката дубоког неба у Индекс каталогу.
Деклинација објекта је + 32° 31' 11" а ректасцензија 0h 54m 39,5s.